# FAM228B
FAM228B (англ. Protein FAM228B) – білок, який кодується однойменним геном, розташованим у людей на 2-й хромосомі. Довжина поліпептидного ланцюга білка становить 321 амінокислот, а молекулярна маса — 37 405.
| 10         |  | 20         |  | 30         |  | 40         |  | 50         |
| ---------- |  | ---------- |  | ---------- |  | ---------- |  | ---------- |
| MKNVDSDDLV |  | TGTLPKLKSS |  | KEWLEPKPLC |  | FMEVLAKEDT |  | EAAIQSILYK |
| ENSVIKELDK |  | YLQHHAFLNA |  | RRKEMLYKRW |  | VDCVADPLQK |  | KIIEKVCSHK |
| KIKKRRQGEL |  | DGFLKHVNKK |  | GNAFIEHYDP |  | KEYDPFYMSK |  | KDPNFLKVTI |
| PPFHDPLKKA |  | QYDKDNEKRT |  | LLQCETGKIY |  | SIKEFKEVEK |  | VQLHSRFPQI |
| SNSRHFITPN |  | EWLKLPTRYI |  | ESEFCRRRRN |  | KGSSFLEREP |  | LCYQEGNNPS |
| AKEAISEGYF |  | SSLSLSRNGR |  | KTRMGLVLSP |  | SWSGYKHGLL |  | QPQPPGLKRS |
| SRLSFLSGWD |  | CGCLPPCPAD |  | F          |  |            |  |            |

A: Аланін

C: Цистеїн

D: Аспарагінова кислота

E: Глутамінова кислота

F: Фенілаланін

G: Гліцин

H: Гістидин

I: Ізолейцин

K: Лізин

L: Лейцин

M: Метіонін

N: Аспарагін

P: Пролін

Q: Глутамін

R: Аргінін

S: Серин

T: Треонін

V: Валін

W: Триптофан

Задіяний у такому біологічному процесі, як альтернативний сплайсинг. 